# 현대 포레스트
포레스트는 현대자동차에서 포터 기반으로 만든 캠핑카로, 2020년 7월 6일에 출시했다. 1톤 소형 트럭 포터Ⅱ를 기반으로 2인승 모델인 엔트리와 4인승 모델인 스탠다드&디럭스로 나눠져 있다. 2.5리터 A2 커먼레일 디젤 엔진과 5단 자동변속기를 장착했다.
2023년 말 포터의 1톤 트럭 사양에서 A2 엔진을 더 이상 장착하지 않기로 하면서 포레스트에만 A2 엔진이 잔류하는 듯했으나, 2024년 1월 3일에 포레스트도 단산됐다.

## 규격
| 구 분        | 구 분           | 엔트리         | 스탠다드                       | 디럭스                         |
| ------------ | --------------- | -------------- | ------------------------------ | ------------------------------ |
| 구 분        | 구 분           | 포터Ⅱ 포레스트 | 포터Ⅱ 포레스트                 | 포터Ⅱ 포레스트                 |
| 구 분        | 구 분           | 2인승          | 4인승                          | 4인승 확장형                   |
| 엔 진        | 형 식           | D4CB           | D4CB                           | D4CB                           |
| 엔 진        | 최고출력        | 133 / 3,600    | 133 / 3,600                    | 133 / 3,600                    |
| 엔 진        | 기통수 / 배기량 | 4 / 2,497      | 4 / 2,497                      | 4 / 2,497                      |
| 최대적재량   | (Kg)            | 350            | 350                            | 200                            |
| 차체제원     | 길이 (mm)       | 5,680          | 5,680                          | 5,680                          |
| 차체제원     | 너비 (mm)       | 2,130          | 2,130                          | 2,130                          |
| 차체제원     | 높이 (mm)       | 2,930          | 2,930 (에어컨 옵션 적용 2,965) | 2,930 (에어컨 옵션 적용 2,965) |
| 축 거        | (mm)            | 2,640          | 2,640                          | 2,640                          |
| 연료탱크용량 | (L)             | 65             | 65                             | 65                             |
| 타이어 형식  | 전              | 195/70R15C     | 195/70R15C                     | 195/70R15C                     |
| 타이어 형식  | 후              | 145R13C        | 145R13C                        | 145R13C                        |

## 같이 보기
- 현대 포터